# Paul Ficheroulle
Paul Ficherouille, né le 26 juillet 1956 à Lobbes, est un homme politique belge, membre du parti socialiste (Belgique) depuis les années '70.
Il est Ingénieur civil en Mathématiques appliquées (UCL, 1980); responsable informatique à l'usine Champion de Péronnes-lez-Binche (1982-1995); signataire-fondateur et animateur du manifeste Socialismes-Libertés.

## Carrière politique
- 1995-2009 : député wallon
- 2001-2006 : conseiller communal à Charleroi
  - 2006-2012 : échevin à Charleroi
  - 2011-2012 : Bourgmestre ff.
  - 2017-2018: Professeur à L'IPAM pour le cours de gestion de projet.

Il est également vice-président de l'Institut Jules Destrée.